# Asamblea Ciudadana por Torrelavega
Asamblea Ciudadana por Torrelavega (ACPT) es un partido político español de ámbito municipal que se circunscribe a la ciudad de Torrelavega, Cantabria. Fue fundado por Esther García Díaz (1947-2013) y en la actualidad la cabeza visible es Iván Martínez Fernández (n. 1976). 
En marzo de 2023 anunció que no concurrirá a las elecciones municipales de mayo de dicho año.

## Ideología
La Asamblea Ciudadana por Torrelavega es un partido político de izquierdas y ecologista surgido de la escisión de IU en Torrelavega. Su ideología se basa en la justicia social, la participación ciudadana, la defensa del medio ambiente y de un sector público potente. De carácter asambleario, concurrió por primera vez a las elecciones municipales de 2007 tras recabar el apoyo popular preceptivo para poder presentarse a estas elecciones.

## Resultados electorales
Desde su formación, ACPT ha concurrido a las elecciones municipales de 2007, 2011, 2015 y 2019, obteniendo en todas ellas representación en el Ayuntamiento de Torrelavega.
|      | Votos | %    | Concejales |
| ---- | ----- | ---- | ---------- |
| 2007 | 1681  | 5,13 | 1          |
| 2011 | 2092  | 6,66 | 1          |
| 2015 | 2382  | 8,12 | 2          |
| 2019 | 2399  | 8,50 | 2          |